# Cerinthe
Cerinthe, numite popular pidosnic, cerițică, este un gen de plante ierbacee, anuale, bisanuale sau perene, cu corola de un galben-deschis, rar maculată purpuriu și frunze glabre, amplexicaule. Cresc prin fânețe, tufișuri, părăgini, grâne.

## Descrierea
Sunt plante ierbacee, glaucescente, anuale, bisanuale sau perene, cu frunze glabre, puțin cărnoase, mai mult sau mai puțin amplexicaule, prezentând grupe de celule epidermice mai mult sau mai puțin proeminente, care reprezintă soclurile perilor dispăruți.
Inflorescența este cimoasă, de tip scorpioid, formată din cincine bracteate. Flori radiar simetrice, rar ușor bilateral simetrice. Receptacul convex. Caliciu profund 5-partit. Corolă galbenă, tubuloasă, mai mult sau mai puțin umflată, cu dinți triunghiulari sau lanceolați, în gât fără fornice. Stamine 5, în gâtul corolei, cu antere lungi, sagitiforme, la vârf apendiculate. Gineceu din 2 carpele, la bază cu un disc nectarifer. Stil lung și subțire, cu stigmat capitat, mai mult sau mai puțin bilobat.
Fruct apocarpoid, din 4 nucule ovoidale, concrescute câte 2, fără strofiolă. Semințe fără endosperm. 

## Denumirea
Denumirea genului Cerinthe provine de la cuvântul grec kerinthos = pânea albinelor, nume folosit de Vergilius, Aristotel și Teofrast la denumirea unor boraginacee melifere.

## Sistematica
Genul Cerinthe cuprinde cca 6 specii, aproape toate mediteraneene.
- Cerinthe glabra Mill. = Cerețica de munte
- Cerinthe major L.
- Cerinthe minor L. = Pidosnic, Cerițică mică
- Cerinthe palaestina Eig & Sam.
- Cerinthe retorta Sm.
- Cerinthe tenuiflora Bertol.